# St. Nikolaus (Hemmersdorf)

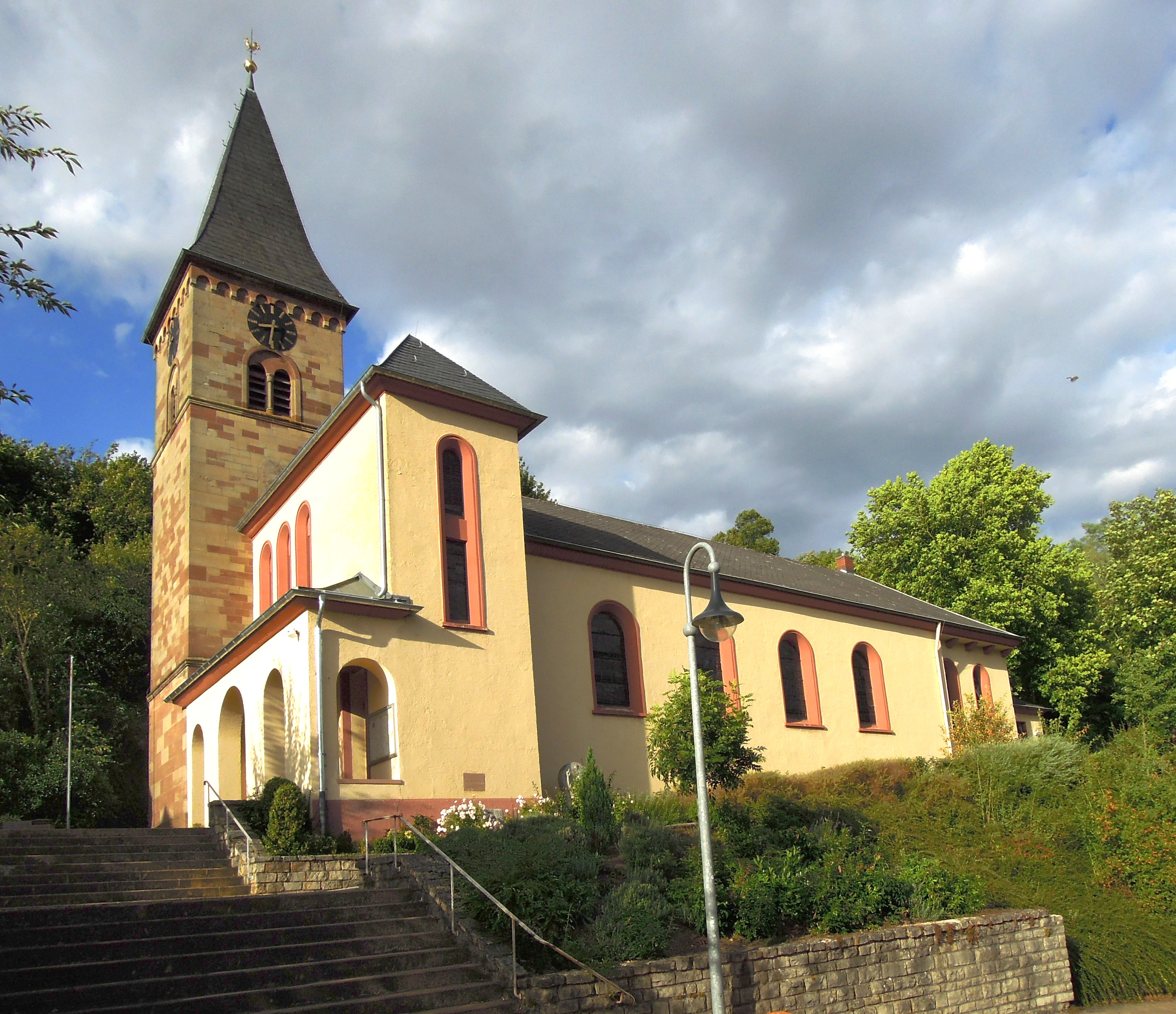
Die katholische Filialkirche St. Nikolaus in Hemmersdorf

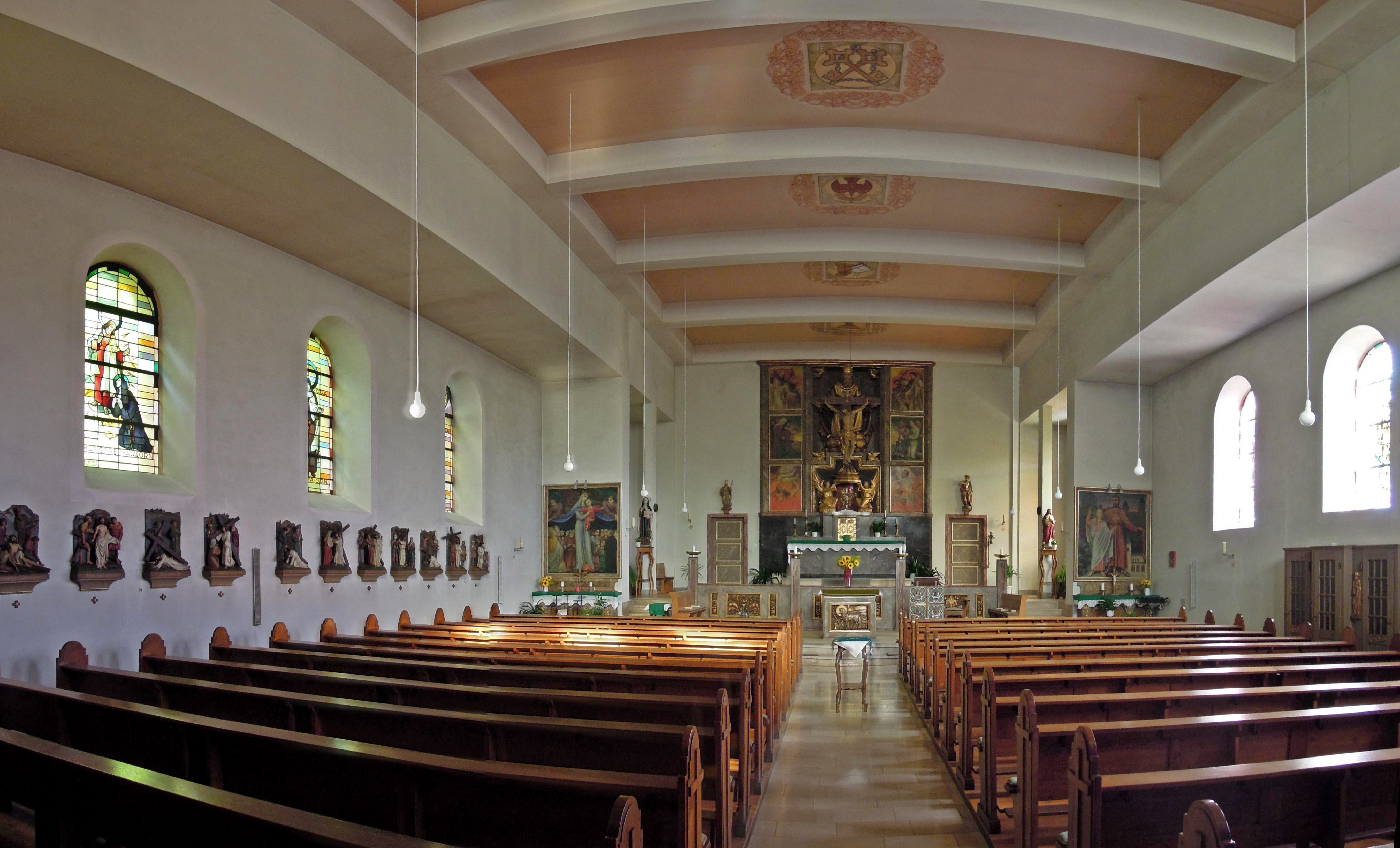
Blick ins Innere der Kirche

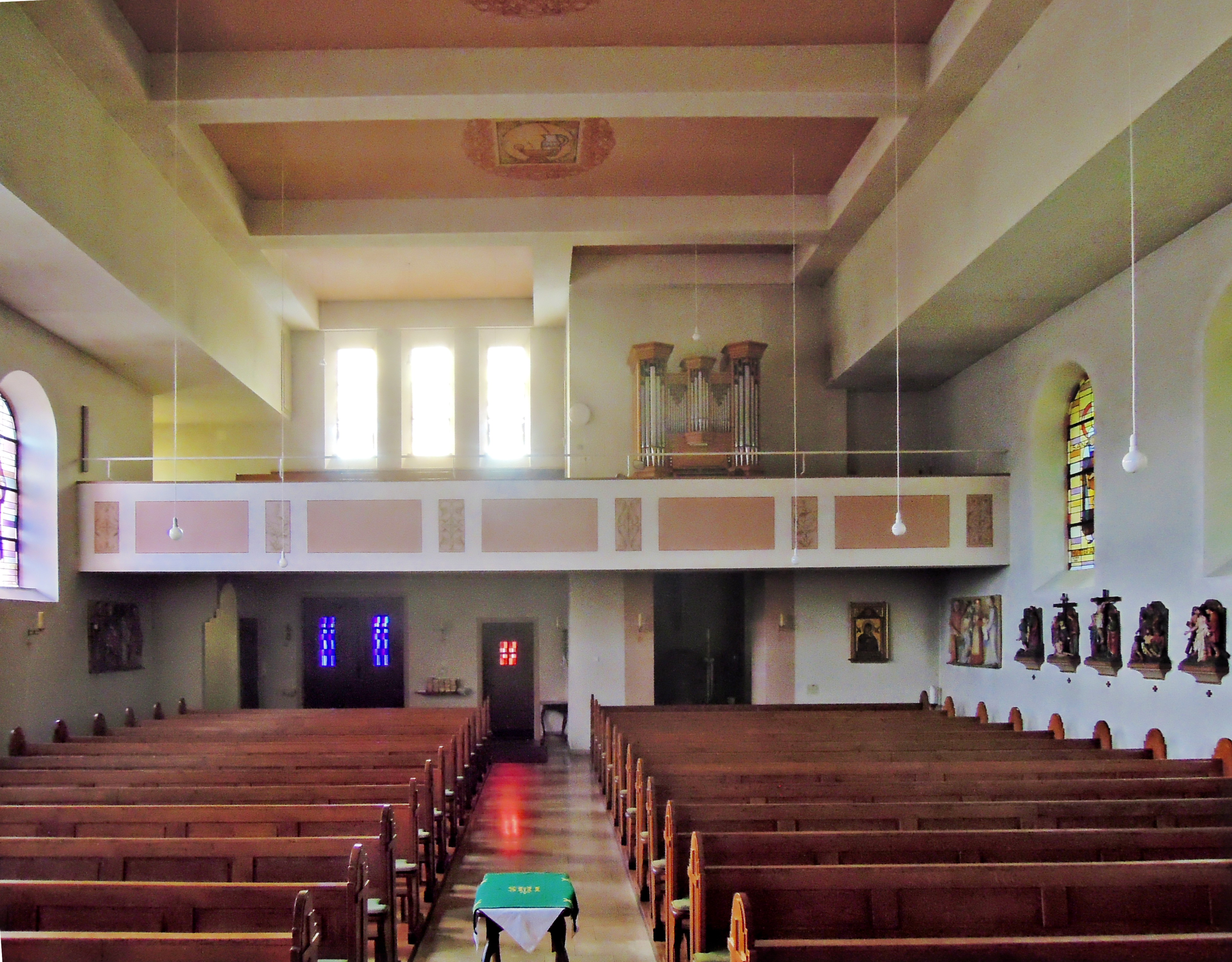
Blick vom Altarraum Richtung Orgelempore

Die Kirche St. Nikolaus ist eine ehemalige römisch-katholische Kirche in Hemmersdorf, einem Ortsteil der saarländischen Großgemeinde Rehlingen-Siersburg, Landkreis Saarlouis. Das Gotteshaus war bis zur Profanierung im Juni 2025 Filialkirche von St. Konrad im gleichen Ort und ist dem heiligen Nikolaus gewidmet. In der Denkmalliste des Saarlandes ist die Kirche als Einzeldenkmal aufgeführt.

## Geschichte
Vermutlich hat es in Hemmersdorf bereits im 10. Jahrhundert eine Kirche oder Kapelle gegeben. Diese Vermutung beruht auf einem Dekret des Erzbischofs Adalbero zur Wallfahrt nach Mettlach, aus dem hervorgeht, dass in dem Ort (früher Hymersdorf) eine Pfarrei bestanden hat. 
Um das Jahr 1480 oder früher erfolgte der Bau einer gotischen Kirche, dessen Chor mit fünfteiligem Rippengewölbe heute als Sakristei dient. Das eigentliche Kirchengebäude wurde im 18. Jahrhundert als einfacher Saalbau neu errichtet. 1867 wurde der Turm der Kirche erbaut. In den Jahren 1934 bis 1936 wurde ein Erweiterungsbau errichtet. Nach 1945 wurde das Gotteshaus einer Restaurierung unterzogen.
Die Kirche wurde am 29. Juni 2025 profaniert.

## Ausstattung
Zur Ausstattung der Kirche gehört ein Kreuzweg bestehend aus Reliefs, der vom Altar aus gesehen an der rechten Seite des Innenraums angebracht ist. Im Altarraum befinden sich zahlreiche Heiligenfiguren. Flankiert wird der Altarraum von zwei Seitenaltären, über denen Gemälde angebracht sind. Auf einer Empore über dem Eingang ist die 1989 erbaute Orgel der Firma Hugo Mayer Orgelbau aufgestellt. Das Instrument besitzt 6 Register auf einem Manual und Pedal.
Eine Besonderheit im alten Chor, der heutigen Sakristei, ist eine Sakramentsnische mit einem Okulus. Er stellt eine Verbindung vom Inneren der Kirche auch außen dar und ist typisch für viele Kirchen der Spätromanik und Frühgotik. Im lothringischen Raum gibt es dafür viele Beispiele.